# Lijst van filosofische boeken
Dit is een lijst van filosofische boeken.

## A
- Also sprach Zarathustra, Friedrich Nietzsche
- Analytica priora, Aristoteles
- Ars Rhetorica, Aristoteles

## C
- La condition postmoderne, Jean-François Lyotard
- Confessiones, Augustinus van Hippo
- Convivio, Dante Alighieri
- Corpus aristotelicum, Aristoteles
- Critias, Plato

## D
- De Civitate Dei, Augustinus van Hippo
- De agone christiano, Augustinus van Hippo
- De natura deorum, Cicero

## E
- Empire: De nieuwe wereldorde, Michael Hardt & Antonio Negri
- Ethica Nicomachea, Aristoteles

## F
- Fragmenten van Heraclitus, Heraclitus

## G
- Grundlinien der Philosophie des Rechts, Georg Wilhelm Friedrich Hegel
- Gödel, Escher, Bach, Douglas Hofstadter

## I
- I Ching, Auteur onbekend
- Idee zu einer allgemeinen Geschichte in weltbürgerlicher Absicht, Immanuel Kant

## J
- Jenseits von Gut und Böse, Friedrich Nietzsche

## K
- Het Kapitaal, Karl Marx & Friedrich Engels
- Kritiek van de cynische rede, Peter Sloterdijk
- Kritik der praktischen Vernunft, Immanuel Kant
- Kritik der reinen Vernunft, Immanuel Kant
- Kritik der Urteilskraft, Immanuel Kant

## L
- Leven en leer van beroemde filosofen, Diogenes Laërtius
- Lof der zotheid, Desiderius Erasmus

## M
- Meditaties, René Descartes
- De menigte, Michael Hardt & Antonio Negri
- Meteorologica, Aristoteles

## O
- Over de Categorieën, Aristoteles
- Over de Interpretatie, Aristoteles
- Over de methode, René Descartes
- Organon, Aristoteles
- Over de oorsprong van de meetkunde, Edmund Husserl

## P
- Parijse manuscripten, Karl Marx
- Phänomenologie des Geistes, Georg Wilhelm Friedrich Hegel
- Poetica, Aristoteles
- Politeia, Plato
- Politika, Aristoteles

## R
- Het rancuneuze gif: de opmars van onbehagen, Sybe Schaap

## S
- Symposium, Plato

## T
- Ta eis heauton, Marcus Aurelius
- Tao Te Ching, Laozi
- Toeval en onvermijdelijkheid, Jacques Monod
- Topica, Aristoteles
- Tractatus Logico-Philosophicus, Ludwig Wittgenstein

## U
- Utopia, Thomas More

## V
- La Voix et le Phénomène, Jacques Derrida
- Vom Nutzen und Nachteil der Historie für das Leben, Friedrich Nietzsche
- De vrolijke wetenschap, Friedrich Nietzsche

## W
- Walden, Henry David Thoreau
- Wat is eigendom?, Pierre-Joseph Proudhon
- De wereld van Sofie, Jostein Gaarder

## Z
- Zijn en Tijd, Martin Heidegger
- Zum Ewigen Frieden, Immanuel Kant